# Life in Your Way
I Life in Your Way sono un gruppo musicale statunitense formatosi nel 1998 a Manchester, Connecticut.

## Storia
La band debutta da prima con l'EP All These Things Tie Me Down, venendo successivamente notata dall'Indianola Records, con la quale firma un contratto discografico e vengono pubblicati gli album The Sun Rises and the Sun Sets... and Still Our Time Is Endless e Ignite and Rebuild, distribuiti in Europa dalla tedesca Guideline Records. Effettuano un tour europeo nel 2005. Dopo aver pubblicato il terzo album Waking Giants per la Solid State Records,  il gruppo si scioglie con un tour d'addio negli Stati Uniti nel 2008.
La band è tornata in piena attività nel 2011 pubblicando il suo quarto album in studio Kingdoms, distribuito dalla Come&Live! promosso dai singoli Growth in Passion e Like a River, e consistente in tre EP precedentemente pubblicati in anteprima: The Kingdom of God, The Kingdom of Men e The Kingdom of Darkness. Negli anni successivi il gruppo rimane attivo con partecipazioni a vari festival e date da headliner negli Stati Uniti.

## Formazione

### Formazione attuale
- Joshua Kellam – voce (1998-2008, 2011-presente)
- James Allen – voce, chitarra ritmica (2004-2007, 2011-presente)
- David Swanson – chitarra ritmica, cori (2004-2007, 2011-presente)
- Todd Mackey – chitarra solista, cori (1998-2003, 2008, 2011-presente)
- Jeremy Kellam – basso (1999-2008, 2011-presente)
- Andy Nelson – batteria (2011-presente)

### Ex componenti
- Dave Bullock – batteria (1998-2001)
- Casey McCue – chitarra ritmica (1999)
- Jason DiNitto – chitarra ritmica (2000-2001)
- John Young – batteria (2001-2003)
- Andrew Bradley – chitarra ritmica (2001-2003)
- Mike Saracino – chitarra solista (2003-2006)
- Corey Stroffolino – chitarra ritmica (2007-2008)
- John Gaskill – batteria (2004-2008)

## Discografia

### Album in studio
- 2003 – The Sun Rises and the Sun Sets... and Still Our Time Is Endless
- 2005 – Ignite and Rebuild
- 2007 – Waking Giants
- 2011 – Kingdoms

### EP
- 2002 – All These Things Tie Me Down

### Split
- 2001 – The Heart And Flesh Cry Out (con i Solace)

### Demo
- 2000 – Demo